# Caroline Garcia

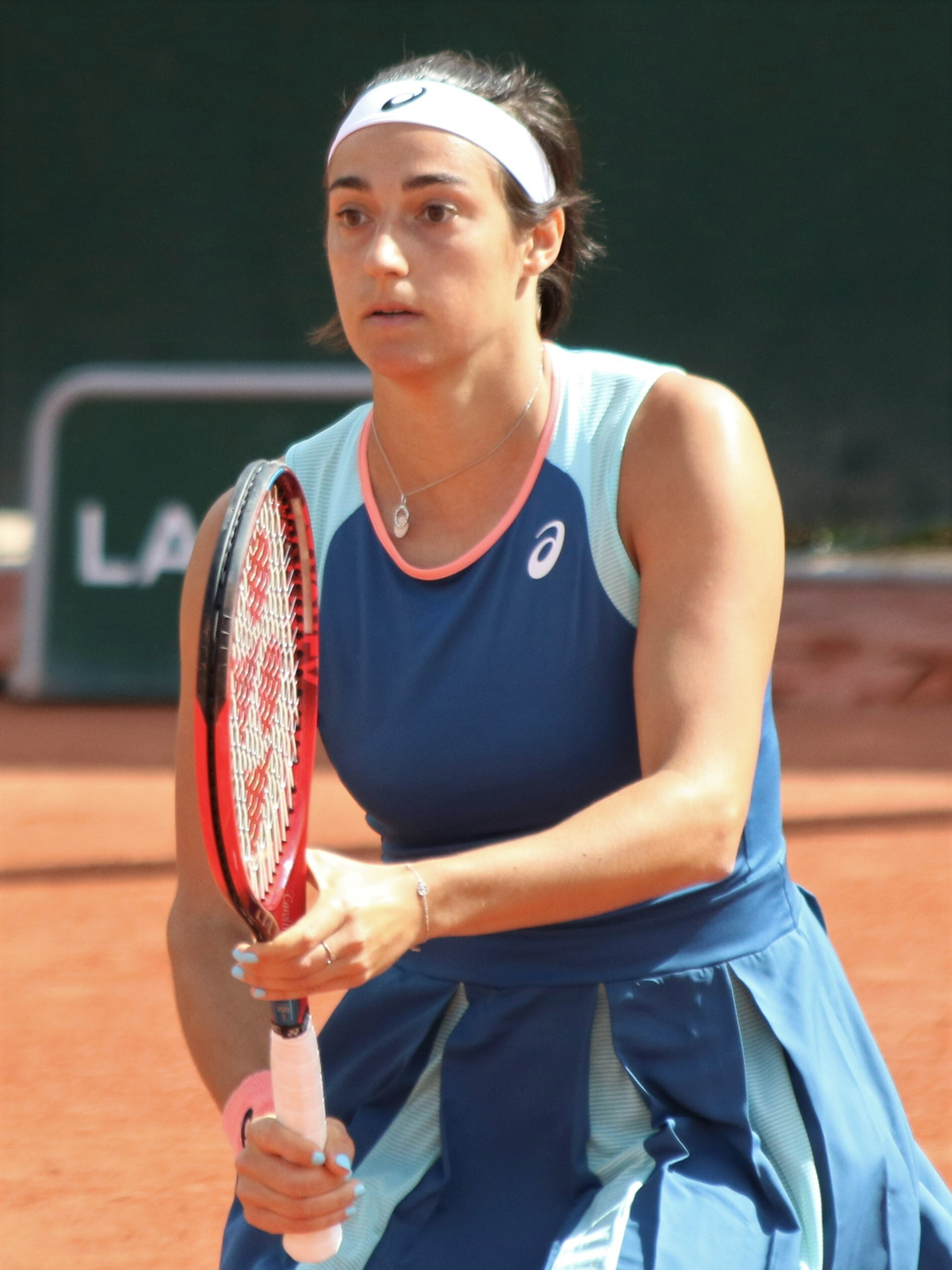
Roland Garros 2022

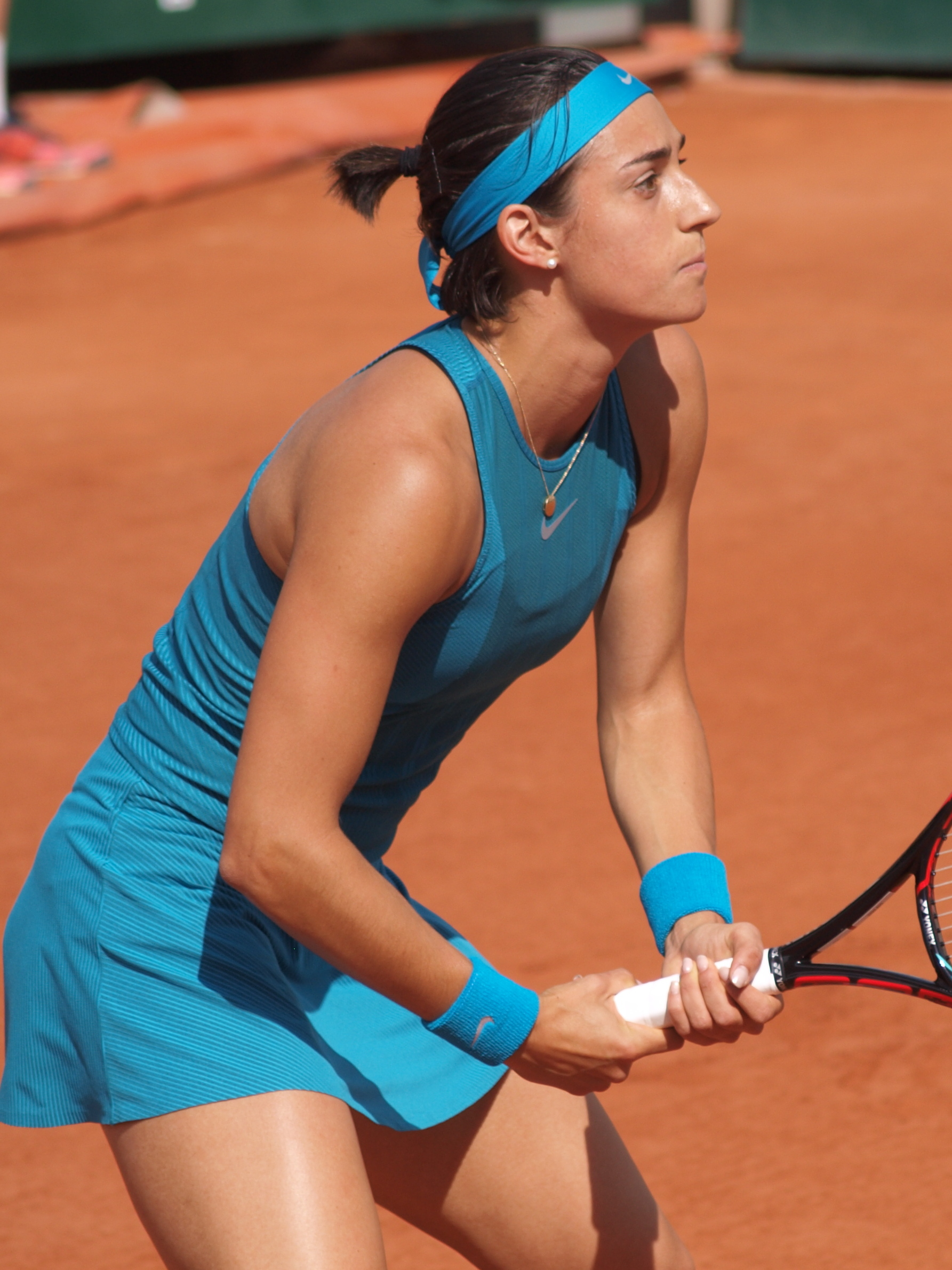
Garcia tijdens haar eersterondepartij tegen Duan Yingying op Roland Garros 2018, waar zij de vierde ronde bereikte.

Caroline Garcia (Saint-Germain-en-Laye, 16 oktober 1993) is een tennisspeelster uit Frankrijk. Zij begon op zevenjarige leeftijd met tennis. Haar favoriete ondergrond is hardcourt. Zij speelt rechtshandig en heeft een tweehandige backhand. Zij is actief in het internationale tennis sinds 2008.
In 2016 won Garcia haar eerste grandslamtitel op het vrouwendubbelspel van Roland Garros; de tweede volgde zes jaar later. Op het eindejaarstoernooi van 2022 werd zij de officieus wereldkampioen van het vrouwentennis.

## Loopbaan

### Enkelspel
Garcia debuteerde in 2007 op het ITF-toernooi van Les Contamines (Frankrijk). Zij stond in 2010 voor het eerst in een finale, op het ITF-toernooi van Aschaffenburg (Duitsland) – zij verloor van de Roemeense Mădălina Gojnea. In 2013 veroverde Garcia haar eerste titel, op het ITF-toernooi van Cagnes-sur-Mer (Frankrijk), door de Oekraïense Maryna Zanevska te verslaan.
In 2011 speelde Garcia voor het eerst op een WTA-hoofdtoernooi, op het toernooi van Birmingham. Zij stond in 2014 voor het eerst in een WTA-finale, op het toernooi van Bogota – hier veroverde zij haar eerste titel, door de Servische Jelena Janković te verslaan. In 2017 had Garcia een zeer goed jaar, met een Premier Five-titel in Wuhan en een Premier Mandatory-titel in Peking – dit bracht haar een positie in de top tien van de wereldranglijst.
In 2022 versloeg Garcia voor het eerst in haar loopbaan de regerend nummer één van de wereld, op het toernooi van Warschau, waar zij in de kwartfinale te sterk was voor de thuisspelende Iga Świątek – uiteindelijk won Garcia op dit toernooi haar tiende titel. Tot op heden(januari 2024) won zij twaalf WTA-titels, de meest recente op het eindejaarskampioenschap van 2022.
Haar beste resultaat op de grandslamtoernooien is het bereiken van de halve finale, op het US Open 2022. Haar hoogste notering op de WTA-ranglijst is de vierde plaats, die zij bereikte in september 2018.

### Dubbelspel
Garcia behaalde in het dubbelspel betere resultaten dan in het enkelspel. Zij debuteerde in 2009 op het ITF-toernooi van Lyon (Frankrijk), samen met landgenote Elixane Lechemia. Zij stond in 2009 voor het eerst in een finale, op het ITF-toernooi van Espinho (Portugal), samen met landgenote Elixane Lechemia – hier veroverde zij haar eerste titel, door het duo Mishel Okhremchuk en Morgane Pons te verslaan. In totaal won zij vier ITF-titels, de laatste in 2012 in Taipei (Taiwan).
In 2012 speelde Garcia voor het eerst op een WTA-hoofdtoernooi, op het toernooi van Pattaya, samen met landgenote Iryna Brémond. Zij stond in 2013 voor het eerst in een WTA-finale, op het toernooi van Taipei, samen met de Kazachse Jaroslava Sjvedova – hier veroverde zij haar eerste titel, door het koppel Anna-Lena Friedsam en Alison Van Uytvanck te verslaan. Tot op heden(januari 2024) won zij negen WTA-titels, de meest recente in 2023 op het toernooi van Berlijn, samen met de Braziliaanse Luisa Stefani.
Haar hoogste notering op de WTA-ranglijst is de tweede plaats, die zij bereikte in oktober 2016. Sinds april 2017 heeft zij gedurende twee jaar het dubbelspel gestaakt, om zich beter aan het enkelspel te kunnen wijden. Sinds maart 2019 doet zij weer in beperkte mate aan dubbelspel, met veel partners en weinig resultaat. Op Roland Garros 2022 werd zij samen met Kristina Mladenovic via een wildcard uitgenodigd, waarop de dames hun oude ritme snel hervonden: zij wisten door te dringen tot de finale die zij, na een verloren eerste set, wisten te winnen van hun Amerikaanse tegenstandsters Cori Gauff en Jessica Pegula.

### Tennis in teamverband
In de periode 2013–2023 maakte Garcia deel uit van het Franse Fed Cup-team – zij behaalde daar een winst/verlies-balans van 23–8. In 2016 bereikten zij de finale van de Wereldgroep I, doordat zij de Nederlandse dames versloegen in de halve finale – de beker moesten zij prijsgeven aan het Tsjechische team. Ook in 2019 bereikten zij de finale, door winst op Roemenië in de halve finale – die eindstrijd wonnen zij van Australië in november 2019, waardoor Frankrijk voor de derde keer (na 1997 en 2003) met de beker naar huis ging.
In 2016 vertegenwoordigde Garcia Frankrijk bij de Hopman Cup, samen met Kenny de Schepper – zij won alle drie de enkelspelpartijen, maar verloor alle drie rubbers in het gemengd dubbelspel.

## Posities op deWTA-ranglijst
Positie per einde seizoen:
| jaar | rang enkelspel | rang dubbelspel |
| ---- | -------------- | --------------- |
| 2009 | 681            | 887             |
| 2010 | 280            | 601             |
| 2011 | 146            | 309             |
| 2012 | 138            | 167             |
| 2013 | 75             | 115             |
| 2014 | 38             | 26              |
| 2015 | 35             | 14              |
| 2016 | 23             | 2               |
| 2017 | 8              | 73              |
| 2018 | 19             | –               |
| 2019 | 45             | 247             |
| 2020 | 43             | 143             |
| 2021 | 74             | 172             |
| 2022 | 4              | 26              |
| 2023 | 20             | 90              |

## Palmares
| Legenda                 |
| ----------------------- |
| Grandslamtoernooi       |
| Olympische Spelen       |
| Year-End Championships  |
| Premier Mandatory       |
| Premier Five / WTA 1000 |
| Premier / WTA 500       |
| International / WTA 250 |
| Challenger / WTA 125    |

### Overwinningen op een regerend nummer 1
Garcia heeft tot op heden éénmaal een partij tegen een op dat ogenblik heersend leider van de wereldranglijst gewonnen (peildatum 29 juli 2022):
| nr. | datum      | toernooi     | ronde       | tegenstandster | score         |         |
| --- | ---------- | ------------ | ----------- | -------------- | ------------- | ------- |
| 1.  | 2022-07-29 | WTA Warschau | kwartfinale | Iga Świątek    | 6-1, 1-6, 6-4 | details |

### WTA-finaleplaatsen enkelspel
| nr.              | finale     | toernooi        | ondergrond    | tegenstandster          | score         |         |
| ---------------- | ---------- | --------------- | ------------- | ----------------------- | ------------- | ------- |
| gewonnen finales |            |                 |               |                         |               |         |
| 01.              | 2014-04-13 | WTA Bogota      | gravel        | Jelena Janković         | 6-3, 6-4      | details |
| 02.              | 2015-11-15 | WTA Limoges     | hardcourt (i) | Louisa Chirico          | 6-1, 6-3      | details |
| 03.              | 2016-05-21 | WTA Straatsburg | gravel        | Mirjana Lučić-Baroni    | 6-4, 6-1      | details |
| 04.              | 2016-06-19 | WTA Mallorca    | gras          | Anastasija Sevastova    | 6-3, 6-4      | details |
| 05.              | 2017-09-30 | WTA Wuhan       | hardcourt     | Ashleigh Barty          | 6-7, 7-6, 6-2 | details |
| 06.              | 2017-10-08 | WTA Peking      | hardcourt     | Simona Halep            | 6-4, 7-6      | details |
| 07.              | 2018-10-14 | WTA Tianjin     | hardcourt     | Karolína Plíšková       | 7-6, 6-3      | details |
| 08.              | 2019-06-16 | WTA Nottingham  | gras          | Donna Vekić             | 2-6, 7-6, 7-6 | details |
| 09.              | 2022-06-25 | WTA Bad Homburg | gras          | Bianca Andreescu        | 6-7, 6-4, 6-4 | details |
| 10.              | 2022-07-31 | WTA Warschau    | gravel        | Ana Bogdan              | 6-4, 6-1      | details |
| 11.              | 2022-08-21 | WTA Cincinnati  | hardcourt     | Petra Kvitová           | 6-2, 6-4      | details |
| 12.              | 2022-11-07 | WTA Finals      | hardcourt (i) | Aryna Sabalenka         | 7-6, 6-4      | details |
| verloren finales |            |                 |               |                         |               |         |
| 1.               | 2015-02-28 | WTA Acapulco    | hardcourt     | Timea Bacsinszky        | 3-6, 0-6      | details |
| 2.               | 2015-03-08 | WTA Monterrey   | hardcourt     | Timea Bacsinszky        | 6-4, 2-6, 4-6 | details |
| 3.               | 2016-11-20 | WTA Limoges     | hardcourt (i) | Jekaterina Aleksandrova | 4-6, 0-6      | details |
| 4.               | 2019-05-25 | WTA Straatsburg | gravel        | Dajana Jastremska       | 4-6, 7-5, 6-7 | details |
| 5.               | 2023-02-05 | WTA Lyon        | hardcourt (i) | Alycia Parks            | 6-7, 5-7      | details |
| 5.               | 2023-03-05 | WTA Monterrey   | hardcourt     | Donna Vekić             | 4-6, 6-3, 5-7 | details |

### WTA-finaleplaatsen vrouwendubbelspel
| nr.              | finale     | toernooi       | ondergrond    | partner                | tegenstandsters                        | score             |         |
| ---------------- | ---------- | -------------- | ------------- | ---------------------- | -------------------------------------- | ----------------- | ------- |
| gewonnen finales |            |                |               |                        |                                        |                   |         |
| 1.               | 2013-11-10 | WTA Taipei     | tapijt (i)    | Jaroslava Sjvedova     | Anna-Lena Friedsam Alison Van Uytvanck | 6-3, 6-3          | details |
| 2.               | 2014-04-13 | WTA Bogota     | gravel        | Lara Arruabarrena      | Vania King Chanelle Scheepers          | 7-6, 6-4          | details |
| 3.               | 2015-06-27 | WTA Eastbourne | gras          | Katarina Srebotnik     | Chan Yung-jan Zheng Jie                | 7-6, 6-2          | details |
| 4.               | 2016-04-10 | WTA Charleston | gravel        | Kristina Mladenovic    | Bethanie Mattek-Sands Lucie Šafářová   | 6-2, 7-5          | details |
| 5.               | 2016-04-24 | WTA Stuttgart  | gravel (i)    | Kristina Mladenovic    | Martina Hingis Sania Mirza             | 2-6, 6-1, [10-6]  | details |
| 6.               | 2016-05-07 | WTA Madrid     | gravel        | Kristina Mladenovic    | Martina Hingis Sania Mirza             | 6-4, 6-4          | details |
| 7.               | 2016-06-05 | Roland Garros  | gravel        | Kristina Mladenovic    | Jekaterina Makarova Jelena Vesnina     | 6-3, 2-6, 6-4     | details |
| 8.               | 2022-06-05 | Roland Garros  | gravel        | Kristina Mladenovic    | Cori Gauff Jessica Pegula              | 2-6, 6-3, 6-2     | details |
| 9.               | 2023-06-25 | WTA Berlijn    | gras          | Luisa Stefani          | Kateřina Siniaková Markéta Vondroušová | 4-6, 7-6, [10-4]  | details |
| verloren finales |            |                |               |                        |                                        |                   |         |
| 01.              | 2014-09-27 | WTA Wuhan      | hardcourt     | Cara Black             | Martina Hingis Flavia Pennetta         | 4-6, 7-5, [10-12] | details |
| 02.              | 2014-10-12 | WTA Linz       | hardcourt (i) | Annika Beck            | Raluca Olaru Anna Tatishvili           | 2-6, 1-6          | details |
| 03.              | 2014-10-19 | WTA Moskou     | hardcourt (i) | Arantxa Parra Santonja | Martina Hingis Flavia Pennetta         | 3-6, 5-7          | details |
| 04.              | 2015-01-10 | WTA Brisbane   | hardcourt     | Katarina Srebotnik     | Martina Hingis Sabine Lisicki          | 2-6, 5-7          | details |
| 05.              | 2015-04-26 | WTA Stuttgart  | gravel (i)    | Katarina Srebotnik     | Bethanie Mattek-Sands Lucie Šafářová   | 4-6, 3-6          | details |
| 06.              | 2015-08-16 | WTA Toronto    | hardcourt     | Katarina Srebotnik     | Bethanie Mattek-Sands Lucie Šafářová   | 1-6, 2-6          | details |
| 07.              | 2016-01-15 | WTA Sydney     | hardcourt     | Kristina Mladenovic    | Martina Hingis Sania Mirza             | 6-1, 5-7, [5-10]  | details |
| 08.              | 2016-02-20 | WTA Dubai      | hardcourt     | Kristina Mladenovic    | Chuang Chia-jung Darija Jurak          | 4-6, 4-6          | details |
| 09.              | 2016-09-11 | US Open        | hardcourt     | Kristina Mladenovic    | Bethanie Mattek-Sands Lucie Šafářová   | 6-2, 6-7, 4-6     | details |
| 10.              | 2016-10-09 | WTA Peking     | hardcourt     | Kristina Mladenovic    | Bethanie Mattek-Sands Lucie Šafářová   | 4-6, 4-6          | details |
| 11.              | 2024-01-12 | WTA Adelaide   | hardcourt     | Kristina Mladenovic    | Beatriz Haddad Maia Taylor Townsend    | 5-7, 3-6          | details |

### Gewonnen ITF-toernooien enkelspel
| nr. | finale     | toernooi       | ondergrond | tegenstandster in finale | score         | dotatie   |
| --- | ---------- | -------------- | ---------- | ------------------------ | ------------- | --------- |
| 1.  | 2013-05-12 | Cagnes-sur-Mer | gravel     | Maryna Zanevska          | 6-0, 4-6, 6-3 | $ 100.000 |

### Gewonnen ITF-toernooien dubbelspel
| nr. | finale     | toernooi      | ondergrond | partner          | tegenstandsters in finale           | score            | dotatie   |
| --- | ---------- | ------------- | ---------- | ---------------- | ----------------------------------- | ---------------- | --------- |
| 1.  | 2009-09-27 | Espinho       | gravel     | Elixane Lechemia | Mishel Okhremchuk Morgane Pons      | 7-5, 6-1         | $ 10.000  |
| 2.  | 2011-05-08 | Saint-Gaudens | gravel     | Aurélie Védy     | Anastasia Pivovarova Olha Savtsjoek | 6-3, 6-3         | $ 50.000  |
| 3.  | 2012-10-14 | Suzhou        | hardcourt  | Timea Bacsinszky | Yang Zhaoxuan Zhao Yijing           | 7-5, 6-3         | $ 100.000 |
| 4.  | 2012-10-27 | Taipei        | tapijt (i) | Chan Chin-wei    | Kao Shao-yuan Lee Hua-chen          | 4-6, 6-4, [10-6] | $ 25.000  |

### Gewonnen juniorentoernooien enkelspel
| nr. | datum      | toernooi                      | ondergrond | tegenstandster in finale | score         | graad |
| --- | ---------- | ----------------------------- | ---------- | ------------------------ | ------------- | ----- |
| 1.  | 2008-08-31 | Mostar Open                   | gravel     | Anita Husarić            | 6-3, 4-6, 6-3 | 5     |
| 2.  | 2010-01-17 | Copa Gatorade                 | hardcourt  | Verónica Cepede Royg     | 6-3, 6-4      | 1     |
| 3.  | 2010-03-21 | Sarawak Chiefs Minister's Cup | hardcourt  | Tang Haochen             | 6-3, 6-7, 3-6 | 1     |

### Gewonnen juniorentoernooien dubbelspel
| nr. | datum      | toernooi                              | ondergrond | partner          | tegenstandsters in finale     | score            | graad |
| --- | ---------- | ------------------------------------- | ---------- | ---------------- | ----------------------------- | ---------------- | ----- |
| 1.  | 2009-04-05 | Torneo ITF Junior Benicarlo           | gravel     | Charlène Seateun | Ilona Kremen Patricia Martins | 6-2, 6-3         | 4     |
| 2.  | 2010-04-25 | Open Int. Juniors de Beaulieu sur Mer | gravel     | Charlène Seateun | Paula Kania Palina Pechava    | 6-1, 1-6, [10-6] | 1     |

## Resultaten grote toernooien

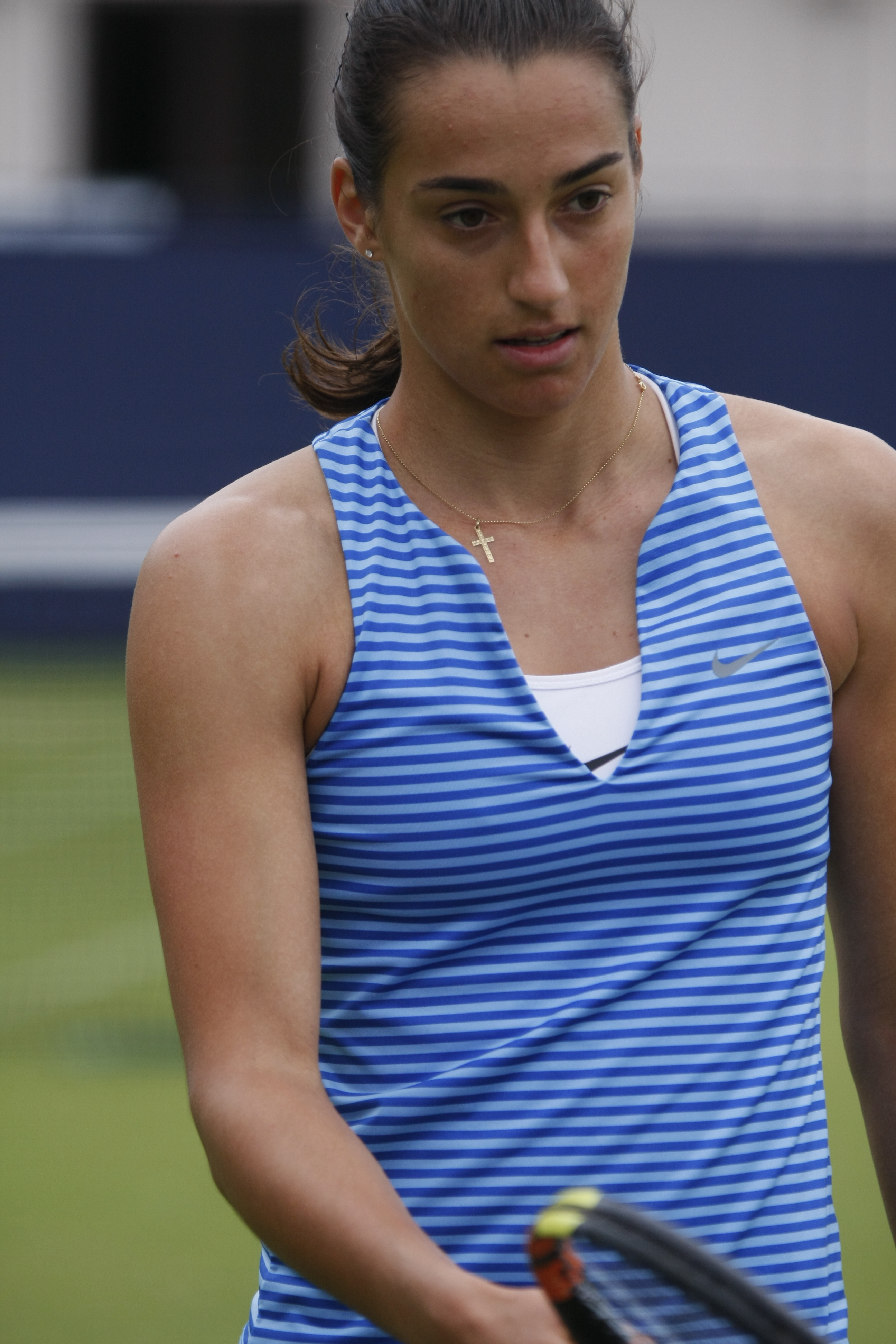
Garcia op het grastoernooi van Eastbourne in 2015, waar zij de tweede ronde bereikte.

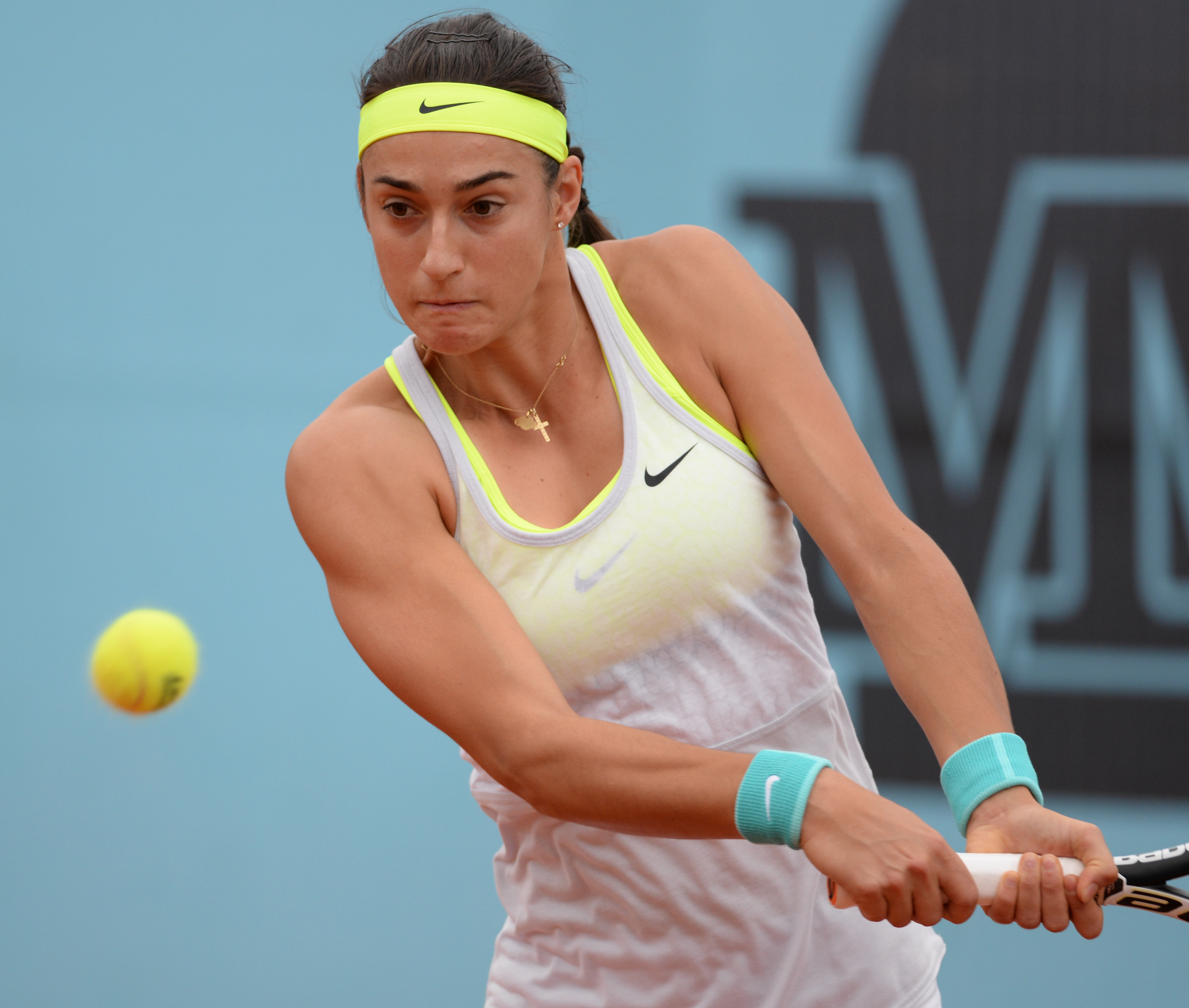
Garcia legt aan voor een backhand tijdens haar gewonnen wedstrijd in de eerste ronde van het WTA-toernooi van Madrid 2015 tegen Mirjana Lučić-Baroni (tweemaal 6–4).

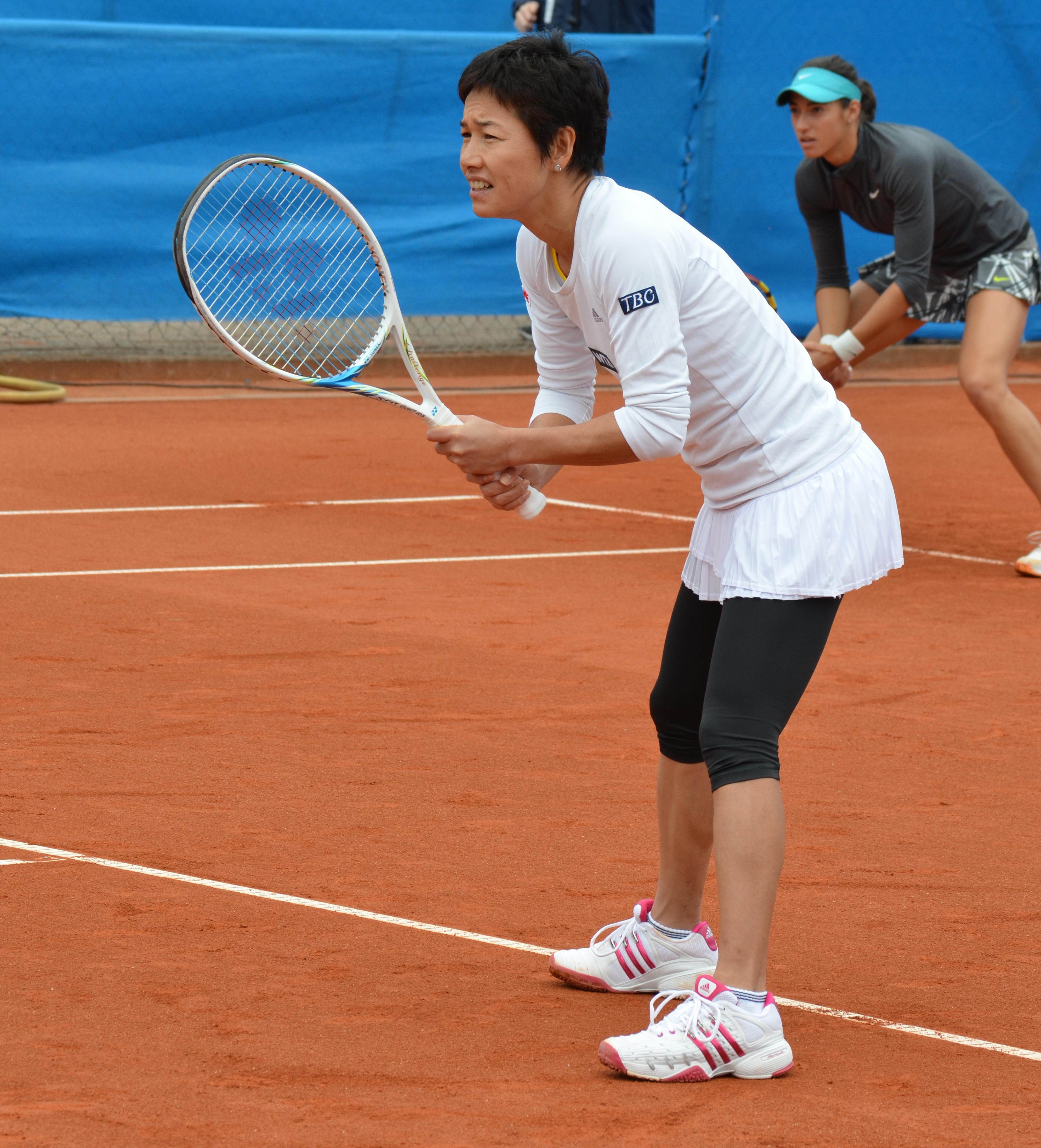
Kimiko Date-Krumm speelt samen met Garcia (achtergrond) in het dubbelspel van het toernooi van Neurenberg in 2014.

| Legenda | Legenda                          |
| ------- | -------------------------------- |
| g.t.    | geen toernooi gehouden           |
| l.c.    | lagere categorie                 |
| –       | niet deelgenomen                 |
| G       | uitgeschakeld in de groepsfase   |
| 1R      | uitgeschakeld in de eerste ronde |
| 2R      | uitgeschakeld in de tweede ronde |
| 3R      | uitgeschakeld in de derde ronde  |
| 4R      | uitgeschakeld in de vierde ronde |
| KF      | uitgeschakeld in de kwartfinale  |
| HF      | uitgeschakeld in de halve finale |
| F       | de finale verloren               |
| W       | het toernooi gewonnen            |
| w-v     | winst/verlies-balans             |

### Enkelspel
| toernooi            | 2011 | 2012 | 2013 | 2014 | 2015 | 2016 | 2017 | 2018 | 2019 | 2020 | 2021 | 2022 | 2023 |
| ------------------- | ---- | ---- | ---- | ---- | ---- | ---- | ---- | ---- | ---- | ---- | ---- | ---- | ---- |
| grandslamtoernooien |      |      |      |      |      |      |      |      |      |      |      |      |      |
| Australian Open     | 2R   | –    | 1R   | 1R   | 3R   | 1R   | 3R   | 4R   | 3R   | 2R   | 2R   | 1R   | 4R   |
| Roland Garros       | 2R   | 1R   | 2R   | 1R   | 1R   | 2R   | KF   | 4R   | 2R   | 4R   | 2R   | 2R   | 2R   |
| Wimbledon           | –    | –    | 2R   | 3R   | 1R   | 2R   | 4R   | 1R   | 1R   | g.t. | 1R   | 4R   | 3R   |
| US Open             | –    | –    | 2R   | 1R   | 1R   | 3R   | 3R   | 3R   | 1R   | 3R   | 2R   | HF   | 1R   |
| Premier Mandatory   |      |      |      |      |      |      |      |      |      |      |      |      |      |
| Indian Wells        | –    | –    | –    | 2R   | 4R   | 1R   | 4R   | 4R   | 2R   | g.t. | 2R   | 2R   |      |
| Miami               | –    | –    | –    | 3R   | 2R   | 3R   | 2R   | 2R   | 4R   | g.t. | 2R   | 1R   |      |
| Madrid              | –    | –    | –    | KF   | 3R   | 2R   | 1R   | HF   | 3R   | g.t. | –    | –    |      |
| Peking              | –    | –    | –    | 2R   | 2R   | 3R   | W    | 3R   | 1R   | g.t. | g.t. | g.t. |      |
| Premier Five        |      |      |      |      |      |      |      |      |      |      |      |      |      |
| Dubai/Doha          | –    | 1R   | 2R   | 1R   | 2R   | 1R   | 2R   | KF   | 2R   | 1R   | 3R   | 2R   |      |
| Rome                | –    | –    | –    | –    | 1R   | 1R   | 2R   | KF   | 1R   | 1R   | 2R   | –    |      |
| Montréal/Toronto    | –    | –    | –    | 2R   | 1R   | 1R   | KF   | KF   | 1R   | g.t. | 1R   | 1R   |      |
| Cincinnati          | –    | –    | –    | –    | 3R   | 1R   | 1R   | 3R   | 1R   | 2R   | 2R   | W    |      |
| Tokio/Wuhan         | –    | 1R   | –    | KF   | 2R   | 2R   | W    | 2R   | 2R   | g.t. | g.t. | g.t. |      |
| olympisch           |      |      |      |      |      |      |      |      |      |      |      |      |      |
| Olympische Spelen   | g.t. | –    | g.t. | g.t. | g.t. | 2R   | g.t. | g.t. | g.t. | g.t. | 1R   | g.t. |      |
| statistieken        |      |      |      |      |      |      |      |      |      |      |      |      |      |
| titels per jaar     | 0    | 0    | 0    | 1    | 1    | 2    | 2    | 1    | 1    | 0    | 0    | 4    |      |
| eindejaarsranking   | 146  | 138  | 75   | 38   | 35   | 23   | 8    | 19   | 45   | 43   | 74   | 4    |      |

### Vrouwendubbelspel
| toernooi          | 2011 | 2012 | 2013 | 2014 | 2015 | 2016 | 2017 |    | 2021 | 2022 | 2023 |
| ----------------- | ---- | ---- | ---- | ---- | ---- | ---- | ---- | -- | ---- | ---- | ---- |
| Australian Open   | –    | –    | –    | 3R   | 3R   | 3R   | HF   | –  | 2R   | –    |      |
| Roland Garros     | 1R   | 1R   | 2R   | 1R   | 3R   | W    | –    | –  | W    | –    |      |
| Wimbledon         | –    | –    | –    | 2R   | 2R   | KF   | –    | 1R | –    | KF   |      |
| US Open           | –    | –    | 2R   | 2R   | KF   | F    | –    | 1R | KF   | –    |      |
| Premier Mandatory |      |      |      |      |      |      |      |    |      |      |      |
| Madrid            | –    | –    | –    | 1R   | 1R   | W    | –    |    |      |      |      |
| Peking            | l.c. | –    | –    | –    | 2R   | F    | –    |    |      |      |      |

### Gemengd dubbelspel
| Australian Open | –  | –  | –  |
| Roland Garros   | 1R | 1R | 1R |
| Wimbledon       | –  | 2R | –  |
| US Open         | –  | –  | –  |